# 多倫多慈恩醫院
救世軍多倫多慈恩醫院位于加拿大安大略省多伦多教堂街650号，是一家其拥有150张床位的医疗设施。这家医院由救世军拥有和運营，专门从事临终关怀、后急性康复治疗和复杂的持续关怀。

## 概述
这座六层楼的医疗设施位于多伦多市区的教堂街夾布魯亞街处。直到1970年代医院关闭其孕期关怀病房前，一直被作为妇产医院来运营。它是加拿大最早引入临终关怀的医院之一。该医疗设施现在的主要专科是复杂持续治疗和临终关怀。 
2002年，该医院进行了一些翻新，目的是为了减少能耗，满足能源创新倡议的标准。
由于其高昂的运营费用，救世军原本打算从2010年2月其关闭医院 ，但是省政府与救世军经过商讨，达成了使医院继续开放的协议。

## 历史
- 1889年-救世军在多伦多开设了一个营房。
- 1905年-住所成为Esther Street上的救世军妇产医院。
- 1909年-医院搬到布魯亞街和教堂街的拐角处。
- 1925年-对当时称为多伦多女子医院的医院进行了扩建。
- 1937年-医院更名为多伦多慈恩医院。
- 1959年-新建筑在布魯亞街和教堂街建成。
- 1969年-多伦多慈恩被指定为综合医院。
- 1979年-多伦多慈恩医院被指定为慢性护理和姑息治疗医院，在安大略省开设了第一家姑息治疗室。
- 1998年-卫生服务重组委员会指示多伦多慈恩和其他三家综合性继续护理医院关闭。
- 2001年-卫生部撤销了该决定，并指示多伦多慈恩继续提供其计划和服务。
- 2005年-多伦多慈恩医院在多伦多市中心的教堂街和布魯亞街庆祝其诞辰100周年。
- 2007年-多伦多慈恩更名为多伦多慈恩健康中心（TGHC），并加大了对康复的关注，引入了慢节奏的康复计划。
- 2010年-TGHC向卫生部提交了改造申请。
- 2014年-TG教堂街650号大楼进行了大规模的建筑翻新，TGHC的计划和服务搬迁到了Hillcrest临时柯士甸台（Austin Terrace）47号。
- 2017年-基础设施更新项目完成，TGHC返回其位于教堂街650号的位置。

## 士嘉堡慈恩医院
救世军于1985年在士嘉堡开设了第二家医院，并于2008年结束了附属关系。该医院现在称为貝治芒醫院（Birchmount Hospital）。首席执行官是杰克·特兰（Jake Tran），自2018年以来一直担任该职位。 

## 引用
1. ↑  . www.mingpaocanada.com. 明報加拿大.   [2022-10-22]. （原始内容存档于2020-01-28）.
2. ↑  . www.mingpaocanada.com. 明報加拿大.   [2022-10-22]. （原始内容存档于2022-04-27）.
3. ↑  .   [2021-03-05]. （原始内容存档于2009-11-06）.
4. ↑  .   [2021-03-05]. （原始内容存档于2007-09-27）.
5. ↑  . Metro Toronto (Free Daily News Group Inc.). January 27, 2010  [2021-03-05]. （原始内容存档于2012-03-14）.
6. ↑  . CTV News Toronto. February 4, 2010  [September 13, 2020]. （原始内容存档于2021-04-10）.
7. ↑  . CTV News Toronto. February 4, 2010  [September 13, 2020]. （原始内容存档于2021-04-10）.
8. ↑  . The Salvation Army Toronto Grace Health Centre.   [September 13, 2020]. （原始内容存档于2020-11-07）.